# Caragana fruticosa
Caragana fruticosa là một loài thực vật có hoa trong họ Đậu. Loài này được (Pall.) Besser miêu tả khoa học đầu tiên.